# Lenguas romances insulares
Las lenguas romances insulares (Ethnologue: lenguas romances del sur) es una familia de lenguas romances que incluye principalmente al sardo y, según algunos autores, el sasarés, el romance africano y el antiguo corso. Para algunos romanistas forman una rama independiente del romance occidental y el romance oriental, mientras que otros los incluyen en las lenguas romances occidentales.
Otras clasificaciones, como las de Ethnologue y el Glottolog, incluyen al corso dentro de este grupo. También clasifican al sardo como una macrolengua que incluye al sasarés y el gallurés como dialectos. El moderno corso y el sardo no forman un grupo filogenético válido, es posible que el sardo antiguo y el corso antiguo sí estuvieran relacionados, pero el antiguo corso está muy mal documentado.

## Historia
Córcega y Cerdeña, juntas, constituyeron una provincia (Corsica et Sardinia) de la República romana (y del posterior Imperio), a partir del año 238 a. C., tras la primera guerra púnica. A pesar de esa pronta incorporación, en muchas áreas de las dos islas la romanización fue lenta. Séneca, que vivió exiliado en Córcega durante 8 años, entre el 41 d. C. y el 49 d. C., explica que el latín solo se hablaba en las colonias romanas y que la población nativa hablaba otra(s) lengua(s) que él no podía entender.
Sin embargo, el notable aislamiento de estas dos islas hizo que en ellas se desarrollaran variantes románicas no relacionadas con los dialectos de ninguna otra parte de la Romania.

## Clasificación
Para Ethnologue y Glottolog, el sardo y el corso forman un grupo filogenético, por su vocalismo compartido, pero no puede remontarse a un proto-corso-sardo y, de hecho, constituyen lenguas pertenecientes a dos grupos distintos, a pesar de las coincidencias. Debido a la falta de evoluciones lingüísticas es más probable que el vocalismo compartido por estas lenguas se derive independientemente por reducción del vocalismo romance oriental o el vocalismo romance occidental, perdiendo las vocales abiertas y los diptongos. Muchos romanistas sostienen que el moderno corso y el gallurés no están emparentado con el sardo, sino que son el resultado de una evolución particular del dialecto toscano antiguo que sufrió la influencia del antiguo corso (este probablemente sí estaba emparentado con el sardo), las lenguas galoitálicas y el sardo. La influencia de substrato y la convergencia explicarían algunos arcaísmos comunes. Esto está respaldado porque el corso y el gallurés fonológica y gramaticalmente comparten sus rasgos principales con las lenguas italorromances por lo que pertenecen a ese grupo y forman parte de las variedades toscanas.
Fonológica y gramaticalmente, sin lugar a dudas, el sardo comparte sus rasgos principales con las lenguas romances occidentales, concretamente con las lenguas iberorromances, como la sonorización y fricativización de las oclusivas sordas latinas [p], [t], [k] (a diferencia de las lenguas iberrorománicas, este fenómeno afecta también a las consonantes iniciales, p. ej.: tempus ['tempuzu] 'tiempo' pero su tempus [su'ðempuzu] 'el tiempo'), la palatalización o sonorización del grupo -cl intervocálico y los plurales en -s. También hay eliminación de consonantes iniciales y comparte con las lenguas iberorromances, occitanorromances y el mozárabe el betacismo de -v.
El sasarés también hablado en Cerdeña posee los rasgos del romance occidental como la sonorización o pérdida de las oclusivas sordas, la sonorización también afecta las consonantes iniciales e incluso a términos científicos o nombres de ciencias como en el galoitálico, palatalización del grupo -cl intervocálico y el uso del plural (-s) solamente en el acusativo en los demás casos utiliza (-e, -i). El sasarés desde un punto de vista parece ser una variante de transición entre el sardo y el corso. Es posible que el sassarés haya sido una variedad histórica de sardo que sufrió una evolución similar al grupo galo-ibérico y una fuerte influencia toscana.
Por ello algunos romanistas consideran a la rama insular como un grupo de las lenguas romances occidentales.
También se ha propuesto que las lenguas romances insulares comprenden al extinto romance africano y al antiguo corso hablado antes de la toscanización de la isla. El romance africano comparte con el sardo el vocalismo cerrado que no distingue entre las vocales breves y las largas del latín, además de otras características como la falta de palatalización, los plurales en -s, la sonorización de las oclusivas sordas intervocálicas que también afecta las iniciales, la degeminación y el betacismo de -v.
Por otra parte, el sardo y el romance africano tienen algunas características que son únicas en las lenguas romances, que lo apartan del grupo galo-ibérico (romance occidental verdadero) y el romance oriental:
- Conservación de los grupos latinos (-ci y -ce) con su pronunciación original -k (solo al inicio de las palabras), dentro las palabras se sonorizan pasando a -g.
- Conservación de la i y la u breves del latín, que en las otras lenguas romances se convirtieron en e y o, perdiendo así la diferencia entre i/e y u/o. En ese aspecto de los timbres se considera que el sardo es la lengua romance actual más conservadora ya que el resto de lenguas romances alteraron sus timbres de acuerdo a la cantidad vocálica, y sólo el sardo retuvo en todos los casos el timbre original.

| Latín clásico   | Latín clásico   | Ī  | Ĭ  | Ē  | Œ  | Ĕ  | Æ  | Ā  | Ă  | Ŏ  | AU | Ō  | Ŭ  | Ū  |
| --------------- | --------------- | -- | -- | -- | -- | -- | -- | -- | -- | -- | -- | -- | -- | -- |
| Romance insular | Romance insular | *i | *i | *e | *e | *e | *e | *a | *a | *o | *o | *o | *u | *u |

## Galería
|                             |                             |
| Mapa lingüístico de Cerdeña | Mapa lingüístico de Córcega |